# 부룬디 축구 연맹
부룬디 축구 연맹(프랑스어: Fédération de football du Burundi, FFB)는 부룬디의 축구 협회이며 1962년에 창설되었다. 1972년에 국제 축구 연맹과 아프리카 축구 연맹에 가입했으며 부룬디 축구 리그와 부룬디 대표팀을 관리하고 있다.